# توم إليس (ممثل)
توم إليس (بالإنجليزية: Tom Ellis) مواليد 17 نوفمبر 1978 في كارديف، المملكة المتحدة، اشتهر في دور لوسيفير مورننغستار من مسلسل لوسيفر

## الحياة الشخصية
اليس ولد في كارديف ، ابن مارلين جان(هوبر) وكريستوفر جون اليس. كل من والده واخته وعمه رؤساء في الكنيسة المعمدانيه، عمه روبرت اليس مدير كلية ريجينت بارك اكسفورد ، درس في ثانوية ستورز في شيفيلد. كان اليس متزوجاً من الممثلة تيمزن اوثويت من عام 2006 إلى عام 2014. وفي 25 يونيو 2008 أنجبت ابنتها الأولى فلورنسا ولديه ابنة أخرى، نورا. من علاقة سابقة وانجب النجمين ابنتهما الثانية مارني ماي ولدت في 2 أغسطس 2012. وفي 29 أغسطس 2013 أعلن اليس واوثويت عن انفصالهما، اليس يقيم حالياً في الولايات المتحدة

## الحياة المهنية
من ادواره البارزة تتضمن جاستن في مسلسل لا ملائكة وتوماس ميليغان في نهاية السلسلة الثالثة لشركة بي بي سي وان من المسلسل العلمي والخيالي دكتور هو في جولاي واغسطس من 2009 اليس بدأ بالعمل في الدراما التلفزيونيه الكوميديه Monday Monday مع فاي ريبلي ، في 2013 كان في فريق التمثيل في فيكتور فرانكشتاين ("الدكتور المذهل الذي يحاول ايجاد طريقة من اجل إعادة ابنته الراحلة انا إلى الحياة). وايضاً اُختير في دور لوسيفير مورننغستار في الدراما التلفزيونية لقناة فوكس التي عرضت بعد ذلك بأسم لوسيفير في 25 جنيوري 2016.

### أعماله
- (الدور: جون براودي)
- الرجل اللطيف ادي (الدور: فرانك بينيت)
- High Heels and Low Lifes (الدور: ضابط شرطة)
- Buffalo Soldiers (الدور: سكواش)
- بوليانا (الدور: تيموثي)
- I'll Be There (الدور: ايفور)
- مشيح (الدور: فيليب رايدر)
- Vera Drake (الدور: ضابط شرطة)
- جعجعة بلا طحن (الدور: كلود)
- Midsomer Murders (الدور: لي سميتون)
- Waking the Dead (الدور: هاري تايلور)
- نو أنجلس (الدور: جستن)
- إيست إندرز (الدور: ابن عم الدكتور اوليفر)
- The Catherine Tate Show (الدور: المحقق الرقيب سام سبيد)
- طلقات سوبربان (الدور: هانز)
- دكتور هو (الدور: توم ميليغان)
- برنامج كاترين تيت عيد الميلاد (الدور: المحقق الرقيب سام سبيد)
- Trial & Retribution (الدور: نيك فيشر)
- ملكة جمال دنس (الدور: زاك)
- الشغف (الدور: فليب)
- الأثنين الأثنين (الدور: ستيفين)
- ميراندا (الدور: غاري بريستون)
- دابرس (الدور: ماركو)
- ميرلين (الدور: سينريد)
- المتهم (الدور: نيل)
- تلاشي (الدور: مارك ايتشيز)
- مدينة السكر (الدور: ماكس بير)
- بوابات (الدور: مارك بيرسون)
- سر قاعة كريكلي (الدور: غيب كالي)
- في يوم من الايام (الدور: روبن هود)
- rush (الدور: دوكتور راش)
- سلاسة (الدور: روب برادلي)
- لوسيفر (الدور: لوسيفير مورننغستار)

## وصلات خارجية
- توم إليس على موقع IMDb (الإنجليزية)
- توم إليس على موقع روتن توميتوز (الإنجليزية)
- توم إليس على موقع ألو سيني (الفرنسية)
- توم إليس على موقع ميوزك برينز (الإنجليزية)
- توم إليس على موقع أول موفي (الإنجليزية)
- توم إليس على موقع قاعدة بيانات الأفلام السويدية (السويدية)
- توم إليس على موقع قاعدة بيانات الفيلم (الإنجليزية)
- توم إليس على موقع كينوبويسك (الروسية)